# Monodora angolensis
Monodora angolensis är en kirimojaväxtart som beskrevs av Friedrich Welwitsch. Monodora angolensis ingår i släktet Monodora och familjen kirimojaväxter.

## Underarter
Arten delas in i följande underarter:
- M. a. microphylla
- M. a. sempervirens